# Lisa Boattin
Lisa Boattin (ur. 3 maja 1997 w Portogruaro) – włoska piłkarka, grająca na pozycji obrońcy.

## Kariera piłkarska

### Kariera klubowa
W 2011 rozpoczęła karierę piłkarską w ACF Venezia 1984. Latem 2012 przeszła do ACF Pordenone. Po dwóch latach została zawodniczką ACF Brescia Femminile. W sezonie 2016/17 broniła barw AGSM Verona. W lipcu 2017 przeniosła się do nowo utworzonego Juventusu Women.

### Kariera reprezentacyjna
10 września 2012 debiutowała w juniorskiej reprezentacji Włoch U-17 w meczu przeciwko Izraela. Potem broniła barw juniorskiej reprezentacji U-19. 3 grudnia 2015 debiutowała w narodowej reprezentacji Włoch w meczu przeciwko Chin.

## Sukcesy i odznaczenia

### Sukcesy piłkarskie
ACF Brescia Femminile
- mistrz Włoch: 2015/16
- zdobywca Pucharu Włoch: 2014/15, 2015/16
- zdobywca Superpucharu Włoch: 2014, 2015

Juventus Women
- mistrz Włoch: 2017/18, 2018/19
- zdobywca Pucharu Włoch: 2018/19